# 林田俊雄
林田 俊雄（はやしだ としお）は、日本の元アマチュア野球選手である。ポジションは一塁手、外野手、投手。

## 来歴・人物
三池工業高校では、2年生の時、同期のエース上田卓三を擁し、1965年の夏の甲子園に一塁手として出場。苑田邦夫とともに打線の主軸となり勝ち進む。決勝では上田と銚子商の木樽正明との投手戦を2-0で制し、完封で優勝を飾る。しかし同年の岐阜国体は、準決勝で銚子商の木樽に完封を喫した。銚子商には阿天坊俊明らがいた。翌1966年夏は県予選準々決勝で小形利文、横山晴久らのいた小倉工に延長11回敗退。同年のドラフト会議でサンケイアトムズから4位指名されたが入団を拒否。
東海大学に進学。首都大学野球リーグでは在学中6回優勝、中堅手、一塁手として活躍する。1967年秋季リーグでは首位打者となる。1968年の明治維新百年記念明治神宮野球大会に首都大学野球リーグ代表として出場。決勝では1年上のエース上田二郎が東京六大学野球リーグ代表の星野仙一らと投げ合い完封勝利、優勝を飾る。1969年の第18回全日本大学野球選手権大会でも決勝に進み、上田二郎が日大の佐藤道郎と互いに無失点で投げ合う。9回表に大学同期の四番打者、谷口剛の決勝本塁打により3－0で快勝、初優勝を遂げた。翌1970年の第1回明治神宮野球大会は、1年下の川端理史の好投もあって、決勝で中京大の榎本直樹を打ち崩し優勝を飾る。ベストナインに2回（一塁手、外野手各1回）選出される。他のチームメイトに高校から同僚の二塁手・相本和則がいた。
大学卒業後はキャタピラー三菱に入社。1974年からは投手としても起用され、都市対抗予選で活躍、電電関東の補強選手として本戦に出場。2015年より学習院大学硬式野球部の監督を務めた。在任中に東都大学野球リーグで三部優勝に導いた。